# Holoaerenica
Holoaerenica es un género de escarabajos longicornios de la subfamilia Lamiinae. Fue descrito por Lane en 1973.

## Especies
- Holoaerenica alveolata Martins, 1984
- Holoaerenica apleta Galileo y Martins, 1987
- Holoaerenica bistriata Lane, 1973
- Holoaerenica multipunctata (Lepeletier y Aud-Serv in Latreille, 1825)
- Holoaerenica obtusipennis (Fuchs, 1963)
- Holoaerenica punctata (Gilmour, 1962)